# NGC 363
NGC 363 este o galaxie lenticulară situată în constelația Balena. A fost descoperită în 28 noiembrie 1885 de către Francis Leavenworth. De asemenea, a fost observată încă o dată de către Herbert Howe.